# Smile (песня Аврил Лавин)
«Smile» — второй сингл с четвертого альбома Аврил Лавин Goodbye Lullaby. Песня написана Аврил Лавин, Максом Мартином и Shellback. «Smile» появилась в радиоэфире 28 апреля 2011 года. Транслировалась так называемая Radio Verion Edit, специальная радио-версия сингла, где строки с нецензурной лексикой были немного изменены.

## Предыстория
22 апреля 2011 года Аврил оставила сообщение в facebook, сообщив, что готовится съёмка видеоклипа. Вскоре начались съемки и певица опубликовала несколько фото- и видеоотчётов со съемочной площадки.

## Видеоклип
Съёмки клипа прошли 21 Апреля. Релиз видеоклипа должен был состояться 16 мая, но из-за решений Sony Music USA его перенесли на 20 мая, компенсировав перенос дополнительным материалом со съёмок клипа, который появился 17 мая. Окончательная дата релиза клипа – 20 мая. Режиссёром клипа выступил Шейн Дрейк (англ. Shane Drake).

## Список композиций
iTunes
| №  | Название | Длительность |
| -- | -------- | ------------ |
| 1. | «Smile»  | 3:29         |

Цифровой сингл
| №  | Название                            | Длительность |
| -- | ----------------------------------- | ------------ |
| 1. | «Smile»                             | 3:29         |
| 2. | «What the Hell» (Bimbo Jones remix) | 4:10         |

## Чарты
| Чарт (2011)                                   | Высшая позиция |
| --------------------------------------------- | -------------- |
| Австралия (ARIA)                              | 25             |
| Австрия (Ö3 Austria Top 40)                   | 37             |
| Бельгия/Фландрия (Ultratip Bubbling Under)    | 2              |
| Бельгия/Валлония (Ultratip Bubbling Under)    | 4              |
| Бразилия (Billboard Brasil Hot 100)           | 3              |
| Канада (Billboard Canadian Hot 100)           | 59             |
| Чехия (Rádio — Top 100)                       | 23             |
| Германия (GfK)                                | 40             |
| Япония Adult Contemporary Airplay (Billboard) | 14             |
| Япония (Billboard Japan Hot 100)              | 25             |
| Ливан (The Official Lebanese Top 20)          | 20             |
| Новая Зеландия (Recorded Music NZ)            | 30             |
| Словакия (Rádio — Top 100)                    | 19             |
| Республика Корея International (Gaon)         | 11             |
| Великобритания (OCC UK Singles)               | 189            |
| США (Billboard Hot 100)                       | 68             |
| США (Billboard Pop Airplay)                   | 25             |

## Сертификации
| Регион | Сертификация | Продажи   |
| --- | ------------ | --------- |
| Австралия (ARIA) | Платиновый   | 70 000^   |
| США (RIAA) | Платиновый   | 1 000 000 |
| ^ Данные о тиражах приведены только на основе сертификации. · Данные о продажах + прослушиваниях приведены только на основе сертификации. |              |           |